# У неділю рано зілля копала (телесеріал)
«У неділю рано зілля копала» (рос. "В воскресенье утром зелье копала") також відомий як «Недільнім ранком» (рос. "Воскресным утром") як «Циганка» (рос. "Цыганка") та як «Голублонько біла, голубонько чорна» (рос. "Голубка белая, голубка черная") — російськомовний мелодраматичний телесеріал, знятий в Україні. Серіал створено на студії «Star Media». Сценаристом телесеріалу виступила Ірен Роздобудько, режисером — Олександр Тименко. Сюжет частково запозичений з однойменної повісті української письменниці Ольги Кобилянської.
Перший сезон телесеріалу демонструвався в Україні з 11 по 28 лютого 2019 року на телеканалі «1+1». Перший сезон телесеріалу демонструвався в Росії з 11 по 28 вересня 2019 року на «Домашній».

## Сюжет
Події серіалу розгортаються у 1993 році. До невеличкого селища на Чернігівщині приїжджає вчений Максим. Він захоплюється народними переказами. Для нього важливо знати, як саме відбувалося становлення культури народу, тому він намагається збирати всі розповіді сільських жителів і записувати їх в особливий блокнот. Молодий співробітник філологічного факультету планує випустити власну книгу, куди будуть записані фольклорні свідчення жителів українських сіл і містечок, відвіданих Максимом.
У аспіранта вже давно закохана студентка філфаку Любов. Тому вона частенько подорожує Україною разом з своїм наставником. На відміну від свого об'єкта кохання, вона не дуже захоплюється літературою, але мріє вийти заміж за свого обранця. Втім, для Максима не існує любові, тому одружуватися в плани молодого вченого не входить. Люба розуміє, що сподіватися їй нема на що, тому погоджується відправитися в подорож в останній раз. У мальовничій місцевості починається магічна і подекуди фольклорна любов. Відбувається старовинне українське дійство на свято Івана Купала і події розгортаються з величезною швидкістю та непередбачуваністю. Це й допомагає головній героїні з рішенням основної проблеми, але чи таким способом?

## Зйомки та знімальна група
Зйомки телесеріалу проходили улітку 2018 року в місті Новгород-Сіверському біля річки Десни.
Головний автор сценарію — Наталія Нікішина, режисер-постановник стрічки — Олександр Тіменко, оператор-постановник — Олександр Сєдов.
Продюсери серіалу Владислав Ряшин, Галина Храпко та Дарина Жукова.

## У ролях
- Катерина Варченко — Люба, студентка (головна роль)
- Дмитро Пчела — Максим Сергійович Рощін, науковець (головна роль)
- Артур Логай — Роман (головна роль)
- Вікторія Полторак — Рада
- Андрій Ланд — Баро Міхайлов
- Олеся Жураковська — Варвара Михайлівна, тітка Люби
- Ганна Сагайдачна — Ольга
- Ксенія Мішина — Тамара
- Ігор Крикунов — Янош Штефан
- Андрій Ісаєнко — Олексій Смірнов
- Лілія Нагорна — Надя Смірнова
- Маргарита Бахтіна — Марія Воронова
- Ірина Мельник — Танзіля
- Людмила Крикунова — мати Баро
- Оксана Вороніна — Інесса Павлівна, мати Максима
- Тамара Антропова — Катерина
- Андрій Новіченко — Сергій Смірнов
- Кістень Катерина — Тетяна, мама Наді
- Юрій Яковлєв-Суханов — Петро Андрійович Воронов, голова сільради
- Ігор Назаров — Микола Сотніков
- Юлія Шугар — Настя
- Мирослав Павліченко — Марек
- Федір Гуринець — Василь Сотніков

## Озвучування
- Інна Капінос — читає закадровий текст

## Відгуки кінокритиків
Телесеріал отримав різко негативні відгуки від кінокритиків, переважно через його російськомовність та деякі неточності історичних термінів.